# Edriocampa
Edriocampa es un género de artrópodo dipluro en la familia Campodeidae.